# Mintändare 15
Mintändare 15 är en fullbreddsutlösande mekanisk spröttändare avsedd för stridsvagnsmina 5 och används av Försvarsmakten. Sprötet är 650 mm långt. Utan spröt är mintändaren enbart tryckutlösande och utlösningstrycket är cirka 2000 N (200 kg). Om mintändaren körs över av band eller hjul utlöser mintändaren utan fördröjning (momentant).
Sprötet är böjligt och minan behöver inte förankras. Mintändaren kräver minst 30° böjning och sprötpåverkan, cirka 150 N (15 kg), under en viss tid för att mintändaren ska utlösas. Tiden i mintändaren är tilltagen så att minan verkar i stridsvagnen även om stridsvagnen är försedd med minvält, kättingridå eller liknande.
Mintändaren är återsäkringsbar och kan återanvändas. För högsta säkerhet vid återsäkring kan tändkedjans status kontrolleras genom ett fönster på mintändarhuset. Grönt betyder att den är återsäkringsbar och rött betyder att röjning kan ske bara genom sprängning. Mintändaren har inget röjningsskydd.

## Minlådan
Minlådan innehåller 10 mintändare och 10 spröt och väger 10 kg.